# Silnice III/4832
Silnice III/4832 je silnice III. třídy vedoucí Moravskoslezským krajem spojující spojující Mořkov s Novým Jičínem. V severo–jižním směru spojuje silnice I/57 a II/483. Během své trasy povětšinou sleduje tok řeky Jičínky. Celá silnice vede zastavěným územím.
Silnice prochází sídly:
- Nový Jičín
- Žilina
- Životice u Nového Jičína
- Mořkov